# Легкорейковий транспорт

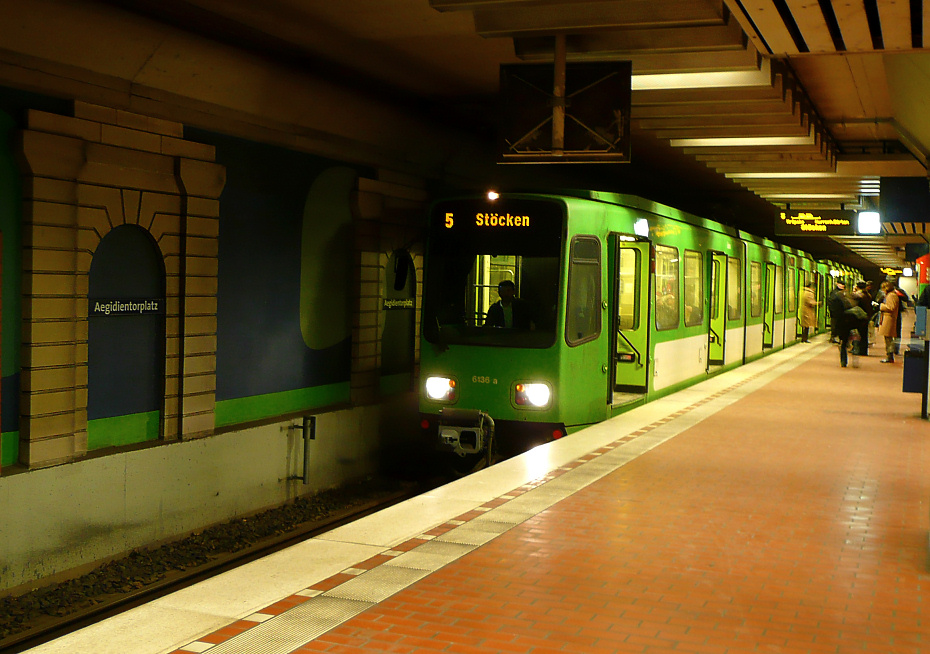
Ганноверський штадтбан

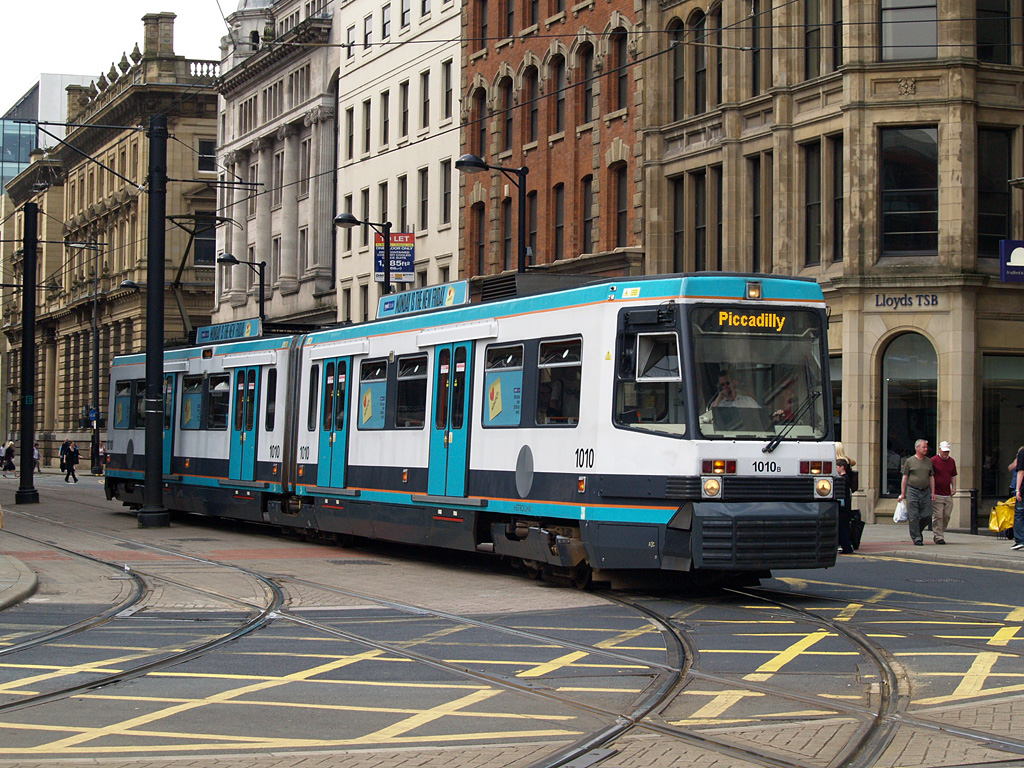
Легкорейковий транспорт у Манчестері (Велика Британія)

Легкорейковий транспорт (англ. Light Rail) — регулярні швидкісні позавуличні рейкові види міського чи приміського транспорту, що займають проміжне положення між метрополітеном, залізницею і трамваєм. Легкорейковий транспорт найпоширеніший в країнах Європи і Північної Америки.
Поняття «легкорейковий транспорт» виникло в США, де в середині ХХ століття назву «трамвай» вважали старомодною. Згодом всі трамвайні системи країни набули сьогоднішнього вигляду, давши смислове навантаження новому терміну. У Європі легкорейковий транспорт переважно вважають трамваєм. В Україні аналогом цього поняття є термін «швидкісний трамвай». Легкорейковий транспорт, що має підземні дільниці, називають «штадтбаном». Хоча його рухомий склад більше схожий на традиційний трамвай, він працює з більшою пропускною спроможністю та швидкістю, а також часто має виняткове право проїзду.
Поїзди легкорейкового транспорту живляться електрикою від контактної мережі. ЛРТ сповна може конкурувати з метро за швидкістю і провізній здатності при істотно меншій вартості будівництва і експлуатації (середня вартість будівництва 1 км метро — 150 млн євро, 1 км. ЛРТ — 15 млн євро).  Легкорейковий транспорт набагато дешевший за метро, оскільки він може використовувати трамвайну інфраструктуру і не вимагає споруди тунелів.
Одночасно поїзди легкорейкового транспорту можуть використовувати залізничну інфраструктуру, що робить дуже вигідним його використання на приміських маршрутах — за містом такий поїзд використовує інфраструктуру залізниць, в місті — трамвайні колії. Таким чином люди, що живуть у передмістях, можуть швидко добиратися на роботу, уникаючи вокзалів і пересадок.
Легкорейковий транспорт завоював велику популярність в країнах Європи і Північної Америки.

## Історія
Першим у світі комерційно успішним проектом став трамвай Гросс-Ліхтерфельде в Ліхтерфельде поблизу Берліна в Німеччині, який був відкритий у 1881 році. Його побудував Вернер фон Сіменс у співпраці з українським інженером Федором Піроцьким. Спочатку вона отримувала струм від рейок, а повітряний провід був встановлений у 1883 році. Першою міжміською залізницею, яка з’явилася в Сполучених Штатах, була залізниця Ньюарк і Гранвіль-стріт в Огайо, яка була відкрита в 1889 році.

### Занепад після Другої світової війни
Багато оригінальних систем трамваїв і трамваїв у Сполученому Королівстві, Сполучених Штатах та інших країнах було виведено з експлуатації, починаючи з 1950-х років, оскільки субсидії на автомобілі зросли. Британія відмовилася від трамвайних систем, за винятком Блекпула, із закриттям Glasgow Corporation Tramways (одного з найбільших у Європі) у 1962 році. 

### Відродження
Хоча деякі традиційні тролейбусні або трамвайні системи продовжували існувати в Сан-Франциско та в інших місцях, термін «Light rail» став означати інший тип рейкової системи, оскільки сучасна технологія легкої рейкової залізниці має перш за все західнонімецьке походження після Другої світової війни. Спроба Boeing Vertol представити новий американський легкорейковий транспортний засіб у 1970-х роках виявилася технічною невдачею наступного десятиліття. Після Другої світової війни у Німеччині зберегли багато своїх мереж трамваїв і перетворили їх на зразкові системи легкорейкового транспорту (Stadtbahnen). 
Основні концепції легкої залізниці були висунуті Х. Діном Куїнбі в 1962 році в статті в Traffic Quarterly під назвою «Головні міські коридори: нова концепція». На думку Куїнбі цю нову концепцію рейкового транспорту відрізняють від історичних трамваїв такі характеристики, як:
- більша пасажиромісткість;
- використання багатовагонних поїздів;
- більша кількість дверей;
- вища швидкість руху;
- менший рівень шуму.

Термін легкий рейковий транспорт (LRT) був введений у Північній Америці в 1972 році для опису цієї нової концепції залізничного транспорту.  До цього часу абревіатура «LRT» використовувалася для «Light Rapid Transit». 
Перша з нових систем легкорейкового транспорту в Північній Америці почала працювати в 1978 році, коли канадське місто Едмонтон придбало німецьку систему Siemens-Duewag U2, а через три роки — CTrain у Калгарі і Сан-Дієго, Каліфорнія. Ця концепція виявилася популярною, і зараз існує близько 30 систем легкорейкового транспорту в Сполучених Штатах і понад 40 у Північній Америці загалом.
У 1980-х роках Британія почала замінювати застарілу місцеву залізницю на легку залізницю, починаючи з метро Тайн-енд-Вір, а потім і Доклендського легкого залізниці (DLR) у Лондоні. Історичний термін легка залізниця використовувався, оскільки він походить від британського Закону про легкі залізниці 1896 року, хоча технологія, використана в системі DLR, була на високому рівні того, що американці вважали легкою залізницею. Тенденція до легкорейкового транспорту у Сполученому Королівстві була міцно встановлена завдяки успіху системи Manchester Metrolink, яка була відкрита в 1992 році.

## Легкорейковий транспорт на теренах колишнього СРСР
В межах колишнього СРСР легкорейковий транспорт має назву «швидкісний трамвай», а легкорейковий транспорт з підземними ділянками — «метротрам». На пострадянському просторі метротрам діє у Кривому Розі (див. Криворізький швидкісний трамвай) та Волгограді (див. Волгоградський швидкісний трамвай); швидкісний трамвай — у Києві (див. Київський швидкісний трамвай).
Зараз проєктується будівництво легкорейкових систем, аналогічних європейським, у Санкт-Петербурзі та Астана.

## Дивись також
- Легкий метрополітен
- Швидкісний трамвай
- Метротрам
- Електротранспорт